# Bembidion stephensii
Bembidion stephensii es una especie de escarabajo del género Bembidion, tribu Bembidiini, familia Carabidae. Fue descrita científicamente por Crotch en 1866.
Se distribuye por Reino Unido, Rusia, Suecia, Suiza, Países Bajos, Alemania, Estonia, Canadá, Luxemburgo, Noruega, Austria, Francia, Estados Unidos, Dinamarca, Irlanda, Finlandia, Checa, Italia, Rumania y Ucrania. La especie se mantiene activa durante todos los meses del año.